# Celogyne

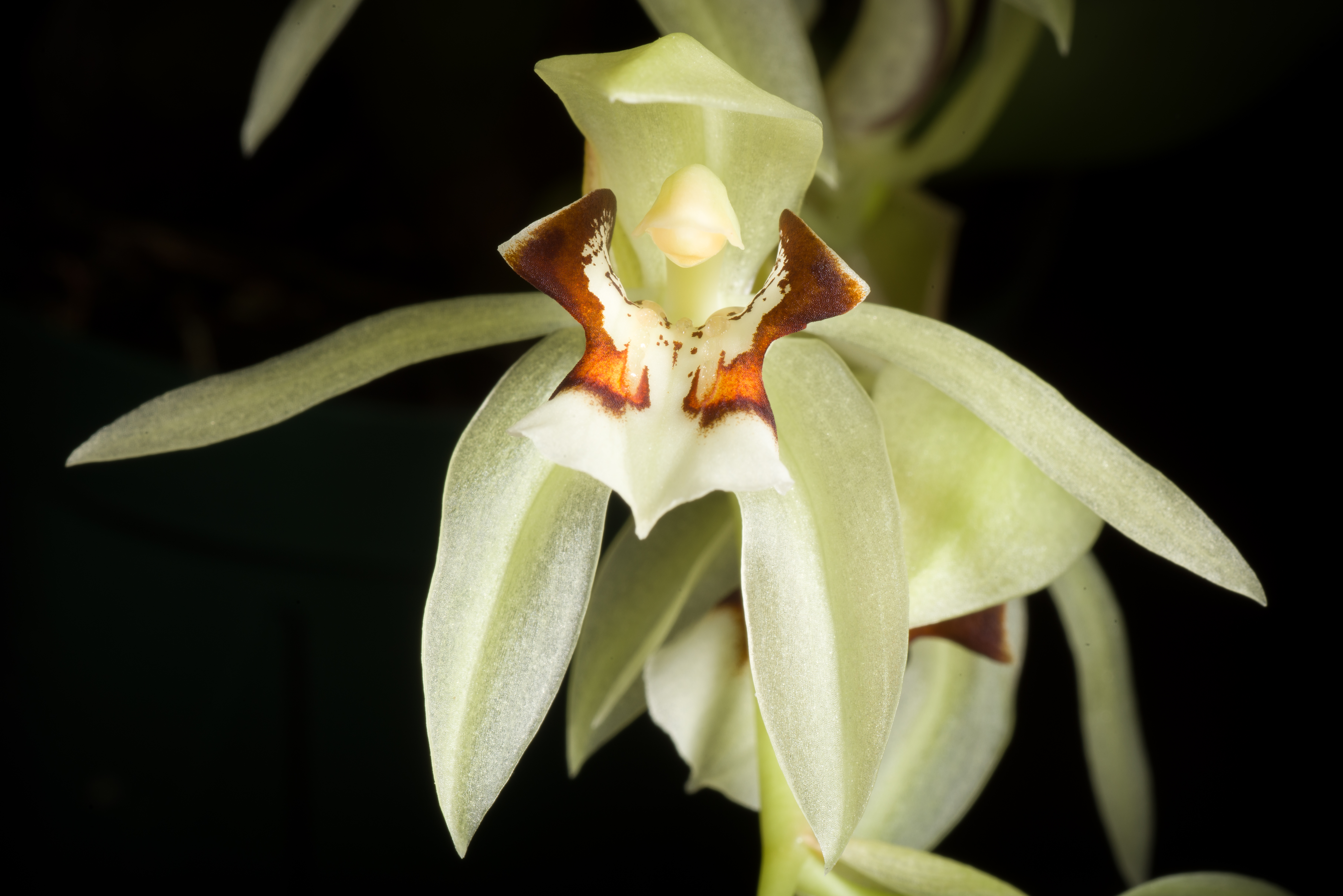
Coelogyne assamica

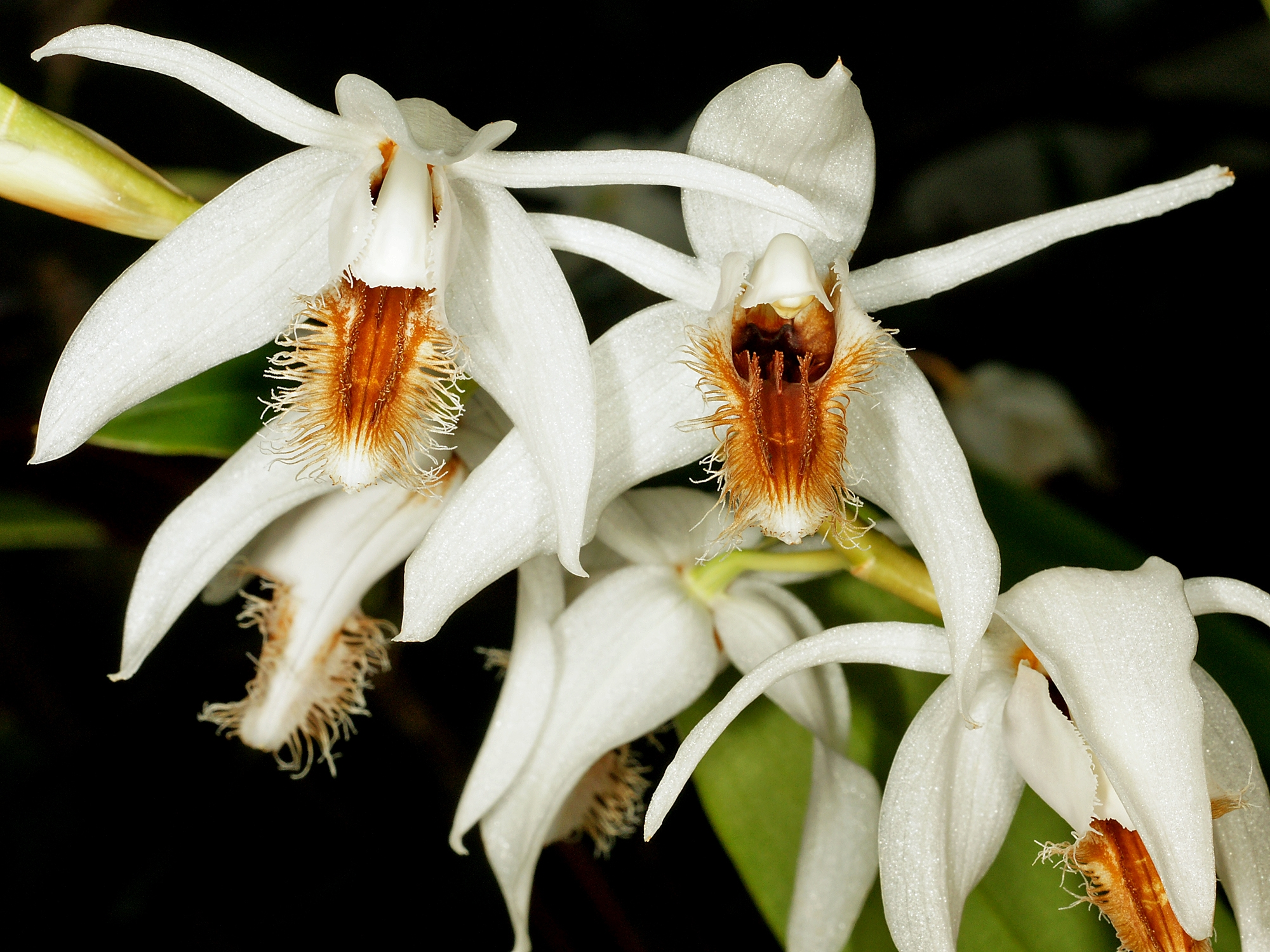
Coelogyne barbata

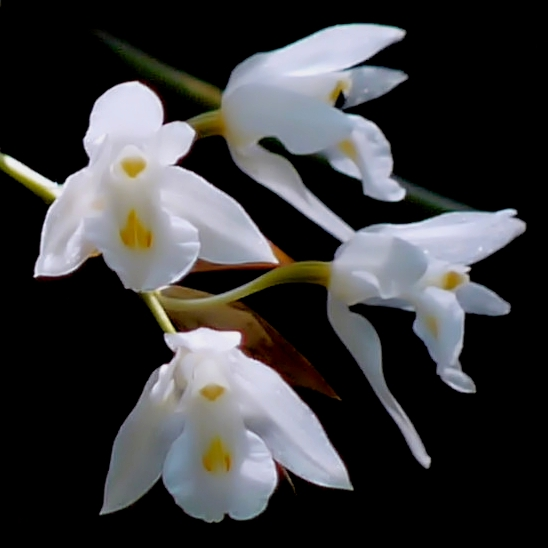
Coelogyne breviscapa

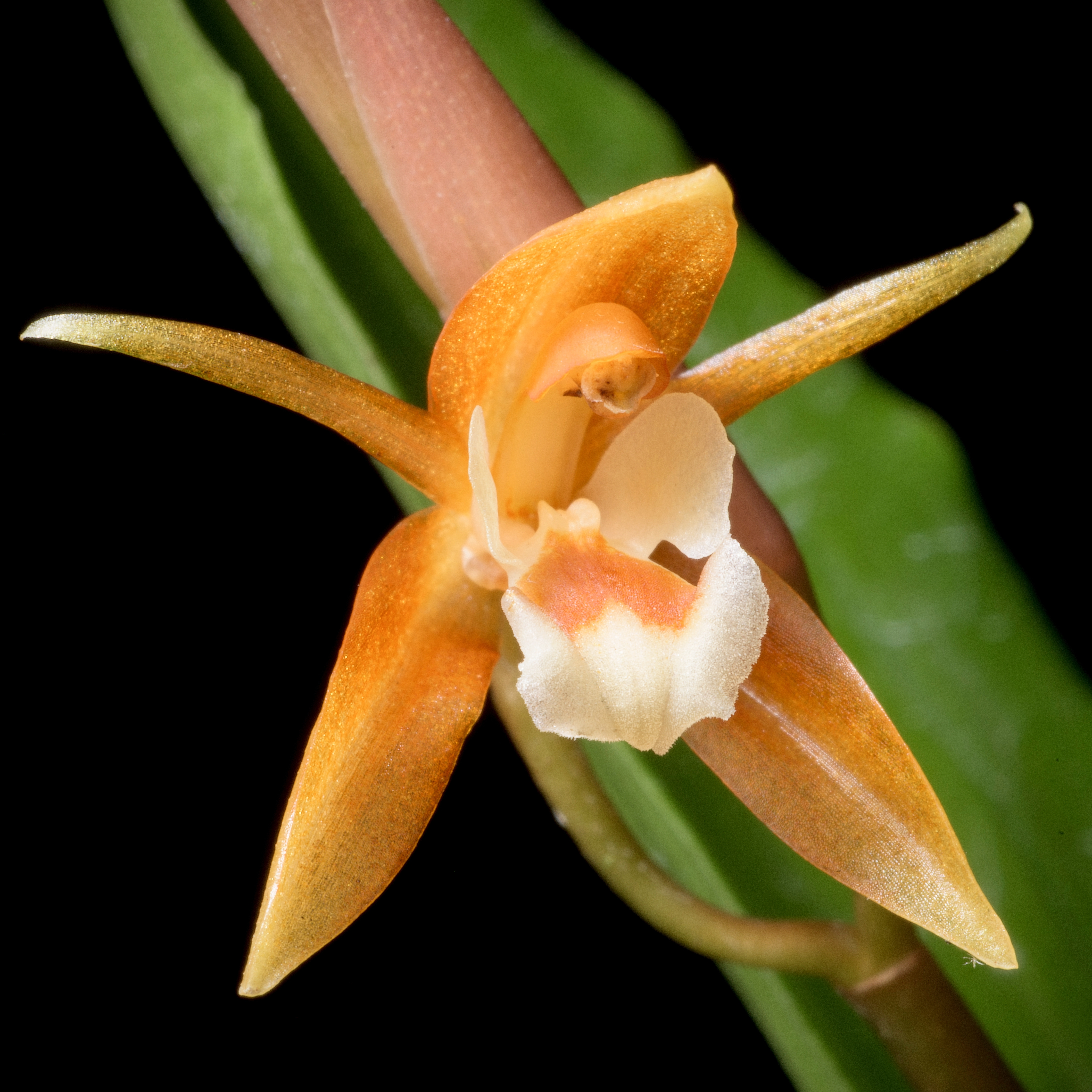
Coelogyne candoonensis

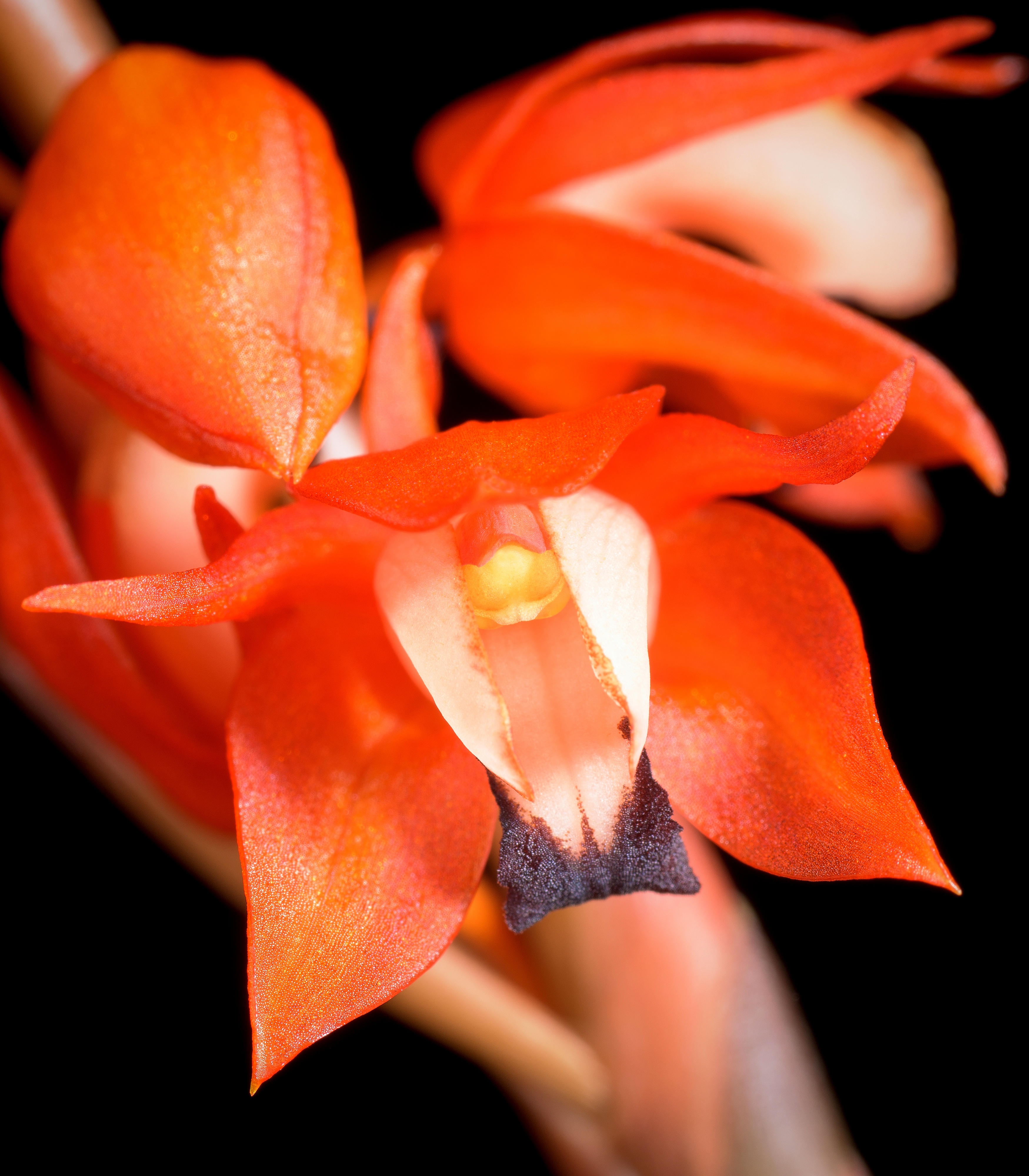
Coelogyne ecarinata

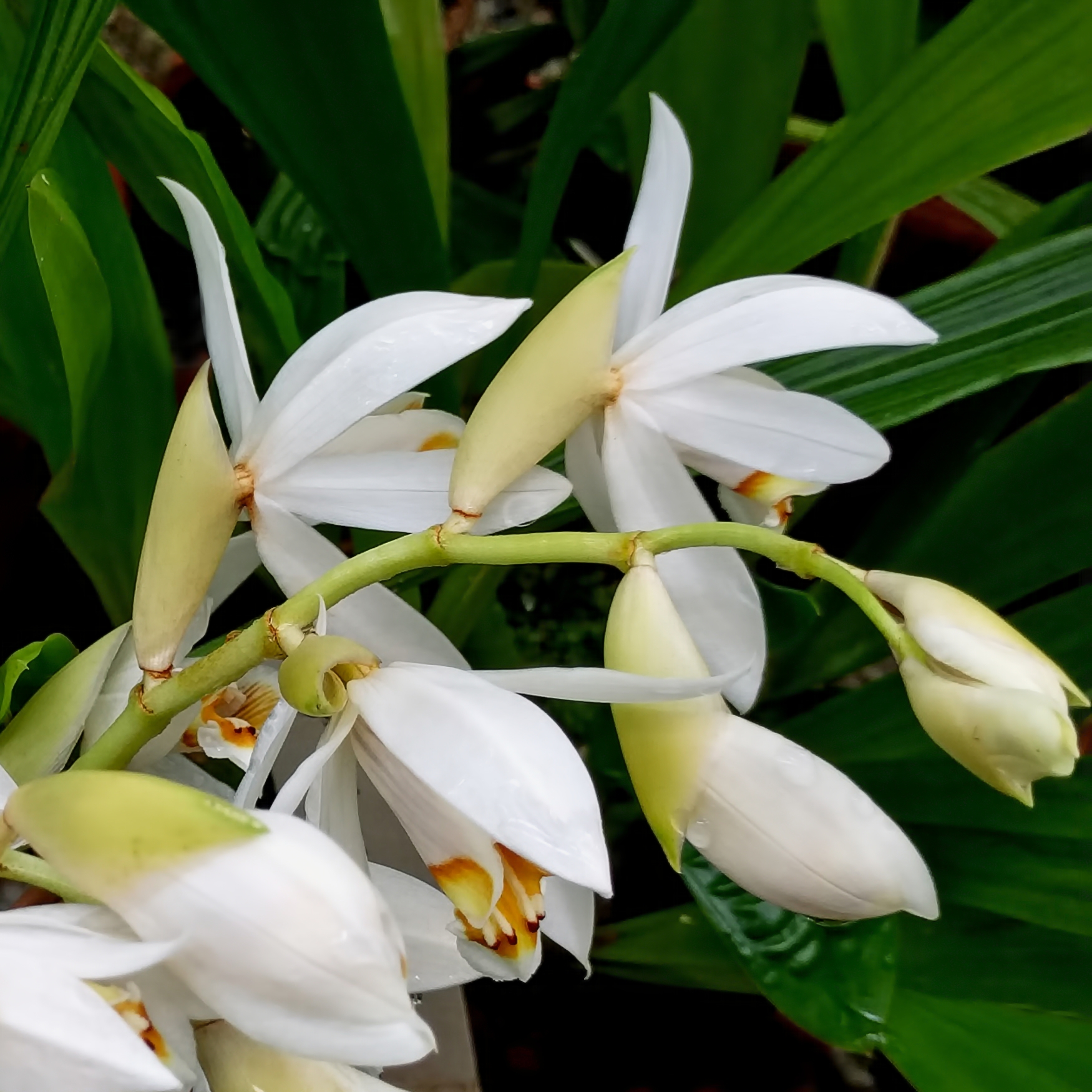
Coelogyne hirtella

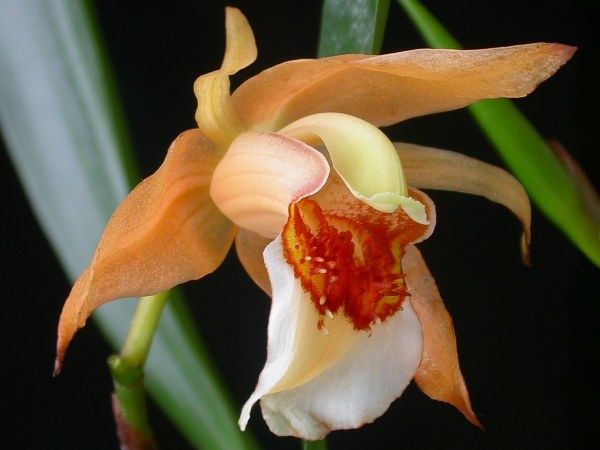
Coelogyne lawrenceana

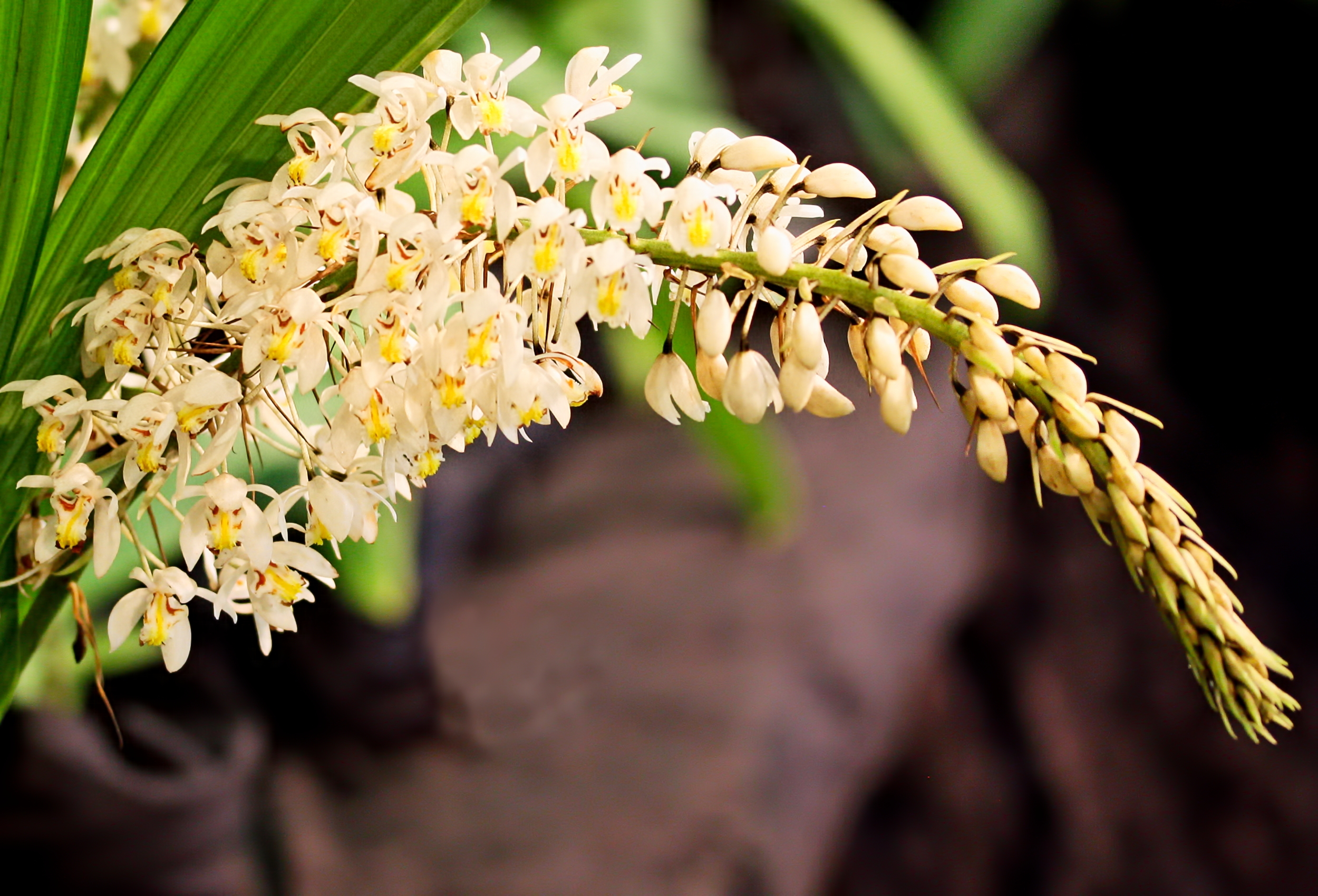
Coelogyne multiflora

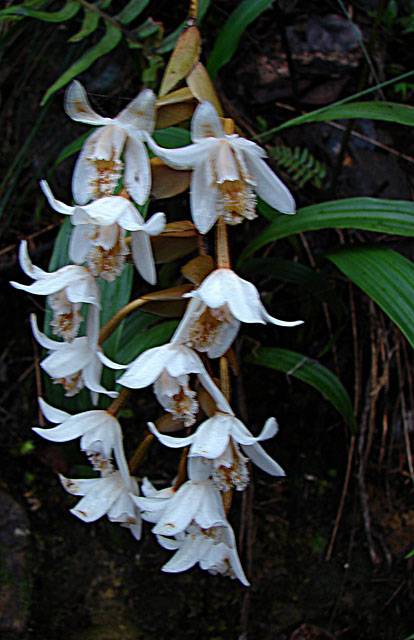
Coelogyne papillosa

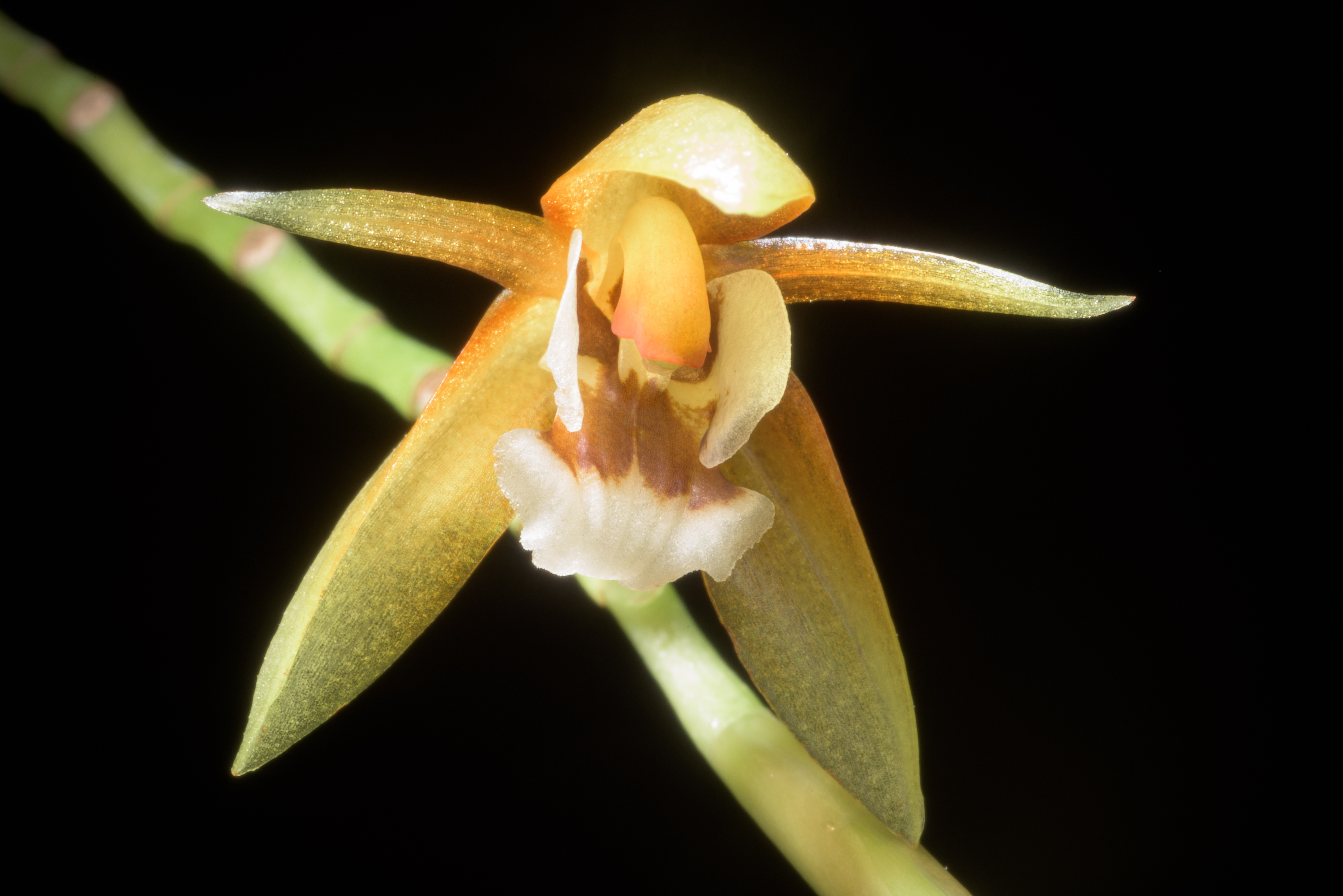
Coelogyne rubrolanata

Celogyne, kapturzyk (Coelogyne Lindl.) – rodzaj roślin z rodziny storczykowatych (Orchidaceae). Obejmuje około 590 gatunków występujących w Azji Południowo-Wschodniej i Oceanii w takich krajach i regionach jak: Andamany, Asam, Bangladesz, Archipelag Bismarcka, Borneo, Kambodża, Karoliny, Chiny, Himalaje, Fidżi, Hajnan, Indie, Jawa, Laos, Małe Wyspy Sundajskie, Malezja Zachodnia, Moluki, Mariany, Mjanma, Nepal, Nowa Kaledonia, Nowa Gwinea, Filipiny, Samoa, Wyspy Salomona, Sri Lanka, Celebes, Sumatra, Tajwan, Tajlandia, Tybet, Tonga, Vanuatu, Wietnam.

## Morfologia
Zioła, epifityczne.Kłącze pełzające lub zwisające, zwykle z gęstymi węzłami.Pseudobulwy oddalone lub blisko siebie, jajowate lub cylindryczne, zwykle pokryte skórzastymi pochwami, zwykle z dwoma liśćmi u szczytu, ale czasami z tylko jednym liściem. Blaszka liściowa często wydłużona lub eliptyczna. Kwiatostan wzniesiony lub zwisający, zwykle kilkukwiatowy, rzadko więcej niż 20-kwiatowy lub zredukowany do pojedynczego kwiatu.

## Systematyka
Pozycja systematyczna według Angiosperm Phylogeny Website (aktualizowany system APG IV z 2016)
Rodzaj sklasyfikowany do podplemienia Coelogyninae w plemieniu Arethuseae, podrodzina epidendronowe (‘’ Epidendroideae’’), rodzina storczykowate (Orchidaceae), rząd szparagowce (Asparagales) w obrębie roślin jednoliściennych.
Pozycja rodzaju w systemie Reveala (1994–1999)
Gromada okrytonasienne (Magnoliophyta Cronquist), podgromada Magnoliophytina Frohne & U. Jensen ex Reveal, klasa jednoliścienne (Liliopsida Brongn.), podklasa liliowe (Liliidae J.H. Schaffn.), nadrząd Lilianae Takht., rząd storczykowce (Orchidales Raf), podrząd Orchidineae Rchb., rodzina storczykowate (Orchidaceae Juss.), plemię Coelogyneae Pfitzer, podplemię  Coelogyninae Benth., rodzaj Coelogyne Lindl..
W 2021 do Coelogyne zakwkalifikowana i przeniesiono następujące rodzjae: Bracisepalum, Bulleyia, Chelonistele, Dendrochilum, Dickasonia, Entomophobia, Geesinkorchis, Gynoglottis, Ischnogyne, Nabaluia, Neogyna, Otochilus, Panisea, Pholidota.
Wykaz gatunków
- Coelogyne abbreviata (Blume) M.W.Chase & Schuit.
- Coelogyne aborta (Ames) M.W.Chase & Schuit.
- Coelogyne acuifera (Carr) M.W.Chase & Schuit.
- Coelogyne aculeata M.W.Chase & Schuit.
- Coelogyne acuminata (J.J.Sm.) M.W.Chase & Schuit.
- Coelogyne acutilabium de Vogel
- Coelogyne adpressibulba (J.J.Sm.) M.W.Chase & Schuit.
- Coelogyne advena C.S.P.Parish & Rchb.f.
- Coelogyne affinis (Ames) M.W.Chase & Schuit.
- Coelogyne aidiolepis (Seidenf. & de Vogel) R.Rice
- Coelogyne alata (Ames) M.W.Chase & Schuit.
- Coelogyne alaticallosa (de Vogel) M.W.Chase & Schuit.
- Coelogyne alba (Lindl.) Rchb.f.
- Coelogyne albiflora (Ridl.) M.W.Chase & Schuit.
- Coelogyne alboaurantia Elis.George & J.-C.George
- Coelogyne albobrunnea J.J.Sm.
- Coelogyne albolutea Rolfe
- Coelogyne alboviridis (J.J.Sm.) M.W.Chase & Schuit.
- Coelogyne alpina (Carr) M.W.Chase & Schuit.
- Coelogyne alvinlokii P.O'Byrne & J.J.Verm.
- Coelogyne ambangensis (H.A.Pedersen) M.W.Chase & Schuit.
- Coelogyne amesiana (H.A.Pedersen) M.W.Chase & Schuit.
- Coelogyne amplissima Ames & C.Schweinf.
- Coelogyne anceps Hook.f.
- Coelogyne anfracta (Ames) M.W.Chase & Schuit.
- Coelogyne angustichila M.W.Chase & Schuit.
- Coelogyne angustiloba (Carr) M.W.Chase & Schuit.
- Coelogyne angustipetala X.J.Xiao, O.Gruss & L.J.Chen
- Coelogyne anomala (Carr) M.W.Chase & Schuit.
- Coelogyne apiculata (Lindl.) Rchb.f.
- Coelogyne apinnata M.W.Chase & Schuit.
- Coelogyne apoensis (T.Hashim.) M.W.Chase & Schuit.
- Coelogyne appendiculata (J.J.Sm.) M.W.Chase & Schuit.
- Coelogyne arachnites (Rchb.f.) M.W.Chase & Schuit.
- Coelogyne articulata (Lindl.) Rchb.f.
- Coelogyne aspera (L.O.Williams) M.W.Chase & Schuit.
- Coelogyne asperata Lindl.
- Coelogyne assamica Linden & Rchb.f.
- Coelogyne atjehensis (J.J.Sm.) M.W.Chase & Schuit.
- Coelogyne augustii M.W.Chase & Schuit.
- Coelogyne aurantiaca (Blume) M.W.Chase & Schuit.
- Coelogyne auricularis (Ames) M.W.Chase & Schuit.
- Coelogyne auriculiloba (J.J.Wood) M.W.Chase & Schuit.
- Coelogyne bandaharaensis (J.J.Wood & J.B.Comber) M.W.Chase & Schuit.
- Coelogyne banksii (Cootes) M.W.Chase & Schuit.
- Coelogyne barbata Lindl. ex Griff.
- Coelogyne barbifrons (Kraenzl.) M.W.Chase & Schuit.
- Coelogyne basalis (J.J.Sm.) M.W.Chase & Schuit.
- Coelogyne beccarii Rchb.f.
- Coelogyne benguetensis M.W.Chase & Schuit.
- Coelogyne benkii Cavestro
- Coelogyne bicamerata J.J.Sm.
- Coelogyne bigibbosa (J.J.Sm.) M.W.Chase & Schuit.
- Coelogyne bilamellata Lindl.
- Coelogyne binuangensis (Ames) M.W.Chase & Schuit.
- Coelogyne blumea M.W.Chase & Schuit.
- Coelogyne bontocensis M.W.Chase & Schuit.
- Coelogyne borneensis Rolfe
- Coelogyne brachygyne J.J.Sm.
- Coelogyne brachyota (Rchb.f.) M.W.Chase & Schuit.
- Coelogyne brachyptera Rchb.f.
- Coelogyne bracteosa (Rchb.f.) M.W.Chase & Schuit.
- Coelogyne brevilabris (Ridl.) M.W.Chase & Schuit.
- Coelogyne brevilamellata J.J.Sm.
- Coelogyne breviscapa Lindl.
- Coelogyne breviunguiculata (Shih C.Hsu, Gravend. & de Vogel) M.W.Chase & Schuit.
- Coelogyne bruneiensis de Vogel
- Coelogyne brunnea Lindl.
- Coelogyne buennemeyeri J.J.Sm.
- Coelogyne bulleyia R.Rice
- Coelogyne calcarata J.J.Sm.
- Coelogyne calcicola Kerr
- Coelogyne caloglossa Schltr.
- Coelogyne camelostalix (Rchb.f.) Rchb.f.
- Coelogyne candoonensis Ames
- Coelogyne cantonensis (Rolfe) R.Rice
- Coelogyne carinata Rolfe
- Coelogyne carnea (Blume) Rchb.f.
- Coelogyne carnosa (Ridl.) M.W.Chase & Schuit.
- Coelogyne carnosulilabra (J.J.Sm.) M.W.Chase & Schuit.
- Coelogyne carrii M.W.Chase & Schuit.
- Coelogyne cavaleriei (Schltr.) M.W.Chase & Schuit.
- Coelogyne celebensis J.J.Sm.
- Coelogyne chanii Gravend. & de Vogel
- Coelogyne charisae (Cabactulan, Cootes, M.Leon & R.B.Pimentel) M.W.Chase & Schuit.
- Coelogyne chen-tsii R.Rice
- Coelogyne chinensis (Lindl.) Rchb.f.
- Coelogyne chlorophaea Schltr.
- Coelogyne chloroptera Rchb.f.
- Coelogyne chrysotropis Schltr.
- Coelogyne cinnabarina (Pfitzer) M.W.Chase & Schuit.
- Coelogyne citrina (H.A.Pedersen) M.W.Chase & Schuit.
- Coelogyne clandestina M.W.Chase & Schuit.
- Coelogyne clemensii Ames & C.Schweinf.
- Coelogyne clowesiae (Cootes & G.Tiong) M.W.Chase & Schuit.
- Coelogyne cobbiana (Rchb.f.) M.W.Chase & Schuit.
- Coelogyne coccinea (H.A.Pedersen & Gravend.) M.W.Chase & Schuit.
- Coelogyne complanata M.W.Chase & Schuit.
- Coelogyne complectens (J.J.Sm.) M.W.Chase & Schuit.
- Coelogyne compressicaulis Ames & C.Schweinf.
- Coelogyne concinna Ridl.
- Coelogyne confertiflora M.W.Chase & Schuit.
- Coelogyne confusa Ames
- Coelogyne contractipetala J.J.Sm.
- Coelogyne convallariae C.S.P.Parish & Rchb.f.
- Coelogyne convallariiformis (Schauer) M.W.Chase & Schuit.
- Coelogyne cootesii (H.A.Pedersen) M.W.Chase & Schuit.
- Coelogyne copelandii (Ames) M.W.Chase & Schuit.
- Coelogyne cordata (H.A.Pedersen) M.W.Chase & Schuit.
- Coelogyne coriacea M.W.Chase & Schuit.
- Coelogyne cornuta (Blume) M.W.Chase & Schuit.
- Coelogyne corrugis M.W.Chase & Schuit.
- Coelogyne corymbosa Lindl.
- Coelogyne crassa (Ridl.) M.W.Chase & Schuit.
- Coelogyne crassilabia (J.J.Wood) M.W.Chase & Schuit.
- Coelogyne crassiloba J.J.Sm.
- Coelogyne craticulilabris Carr
- Coelogyne cristata Lindl.
- Coelogyne crocea (H.A.Pedersen) M.W.Chase & Schuit.
- Coelogyne cruciformis (J.J.Wood) (J.J.Wood)
- Coelogyne cumingii Lindl.
- Coelogyne cuprea H.Wendl. & Kraenzl.
- Coelogyne cupulata (J.J.Wood) M.W.Chase & Schuit.
- Coelogyne curranii (Ames) M.W.Chase & Schuit.
- Coelogyne cuspilabia M.W.Chase & Schuit.
- Coelogyne cyclopetala (Kraenzl.) M.W.Chase & Schuit.
- Coelogyne cymbidioides Rchb.f.
- Coelogyne cymbiformis (Ames) M.W.Chase & Schuit.
- Coelogyne datensis M.W.Chase & Schuit.
- Coelogyne demissa (D.Don) M.W.Chase & Schuit.
- Coelogyne dempoensis (J.J.Sm.) M.W.Chase & Schuit.
- Coelogyne dentata M.W.Chase & Schuit.
- Coelogyne dentifera (J.J.Sm.) M.W.Chase & Schuit.
- Coelogyne dentiloba (J.J.Sm.) M.W.Chase & Schuit.
- Coelogyne derekcabactulanii (M.Leon, Cootes & R.B.Pimentel) M.W.Chase & Schuit.
- Coelogyne devogelii (J.J.Wood) M.W.Chase & Schuit.
- Coelogyne devoogdii (J.J.Sm.) M.W.Chase & Schuit.
- Coelogyne dewildeorum (J.J.Wood & J.B.Comber) M.W.Chase & Schuit.
- Coelogyne dewindtiana (W.W.Sm.) M.W.Chase & Schuit.
- Coelogyne diabloviridis (Cootes & R.Boos) M.W.Chase & Schuit.
- Coelogyne distans J.J.Sm.
- Coelogyne distelidia (I.D.Lund) M.W.Chase & Schuit.
- Coelogyne dolichobrachia (Schltr.) M.W.Chase & Schuit.
- Coelogyne dolichopoda Aver. & K.S.Nguyen
- Coelogyne dulitensis Carr
- Coelogyne duplicibrachia (J.J.Sm.) M.W.Chase & Schuit.
- Coelogyne eberhardtii Gagnep.
- Coelogyne ecallosa (Ames) M.W.Chase & Schuit.
- Coelogyne ecarinata C.Schweinf.
- Coelogyne echinolabium de Vogel
- Coelogyne ecucullata (Naive, R.Boos, M.Leon & Cootes) M.W.Chase & Schuit.
- Coelogyne edanoi (Quisumb.) M.W.Chase & Schuit.
- Coelogyne edentula (Blume) M.W.Chase & Schuit.
- Coelogyne edii R.Rice
- Coelogyne eduardii M.W.Chase & Schuit.
- Coelogyne elegans (Schltr.) M.W.Chase & Schuit.
- Coelogyne elmeri Ames
- Coelogyne emmae M.W.Chase & Schuit.
- Coelogyne endertii J.J.Sm.
- Coelogyne entomophobia M.W.Chase & Schuit.
- Coelogyne erectilabia (H.A.Pedersen) M.W.Chase & Schuit.
- Coelogyne ewae (R.Boos, Cootes & W.Suarez) M.W.Chase & Schuit.
- Coelogyne exalata Ridl.
- Coelogyne exaltata (de Vogel) M.W.Chase & Schuit.
- Coelogyne exasperata (Ames) M.W.Chase & Schuit.
- Coelogyne exigua (Ames) M.W.Chase & Schuit.
- Coelogyne exilis (Ames) M.W.Chase & Schuit.
- Coelogyne eximia (Ames) M.W.Chase & Schuit.
- Coelogyne eymae (H.A.Pedersen) M.W.Chase & Schuit.
- Coelogyne filiformis (Lindl.) M.W.Chase & Schuit.
- Coelogyne filipeda Gagnep.
- Coelogyne fimbriata Lindl.
- Coelogyne fimbriloba (J.J.Sm.) M.W.Chase & Schuit.
- Coelogyne flaccida Lindl.
- Coelogyne flexuosa Rolfe
- Coelogyne floresensis Elis.George & J.-C.George
- Coelogyne flos-susannae (J.J.Wood) M.W.Chase & Schuit.
- Coelogyne fluctuata M.W.Chase & Schuit.
- Coelogyne foerstermannii Rchb.f.
- Coelogyne fonstenebrarum P.O'Byrne
- Coelogyne formosa Schltr.
- Coelogyne foxworthyi (Ames) M.W.Chase & Schuit.
- Coelogyne fragrans Schltr.
- Coelogyne fruticicola (J.J.Sm.) M.W.Chase & Schuit.
- Coelogyne fuerstenbergiana Schltr.
- Coelogyne fusca (Lindl.) Rchb.f.
- Coelogyne fuscescens Lindl.
- Coelogyne galbana (J.J.Wood) M.W.Chase & Schuit.
- Coelogyne galeata (H.A.Pedersen) M.W.Chase & Schuit.
- Coelogyne gardneriana Lindl.
- Coelogyne garrettii (I.D.Lund) M.W.Chase & Schuit.
- Coelogyne geesinkii (J.J.Wood) M.W.Chase & Schuit.
- Coelogyne geigeri (Cootes, Cabactulan, R.B.Pimentel & M.Leon) M.W.Chase & Schuit.
- Coelogyne genuflexa Ames & C.Schweinf.
- Coelogyne ghatakii T.K.Paul, S.K.Basu & M.C.Biswas
- Coelogyne gibbifera J.J.Sm.
- Coelogyne gibbosa (Blume) Rchb.f.
- Coelogyne gibbsiae (Rolfe) M.W.Chase & Schuit.
- Coelogyne globigera (Ridl.) M.W.Chase & Schuit.
- Coelogyne globosa (Blume) Rchb.f.
- Coelogyne glossorhyncha (Schltr.) M.W.Chase & Schuit.
- Coelogyne glumacea (Lindl.) M.W.Chase & Schuit.
- Coelogyne gongshanensis H.Li ex S.C.Chen
- Coelogyne gracilipes (Carr) M.W.Chase & Schuit.
- Coelogyne gracilis (Hook.f.) M.W.Chase & Schuit.
- Coelogyne graciliscapa (Ames) M.W.Chase & Schuit.
- Coelogyne graminea (Ridl.) M.W.Chase & Schuit.
- Coelogyne graminoides (Carr) M.W.Chase & Schuit.
- Coelogyne gravenhorstii (J.J.Sm.) M.W.Chase & Schuit.
- Coelogyne griffithii Hook.f.
- Coelogyne guamensis Ames
- Coelogyne guibertiae (Finet) R.Rice
- Coelogyne hajrae Phukan
- Coelogyne hamata (Schltr.) M.W.Chase & Schuit.
- Coelogyne hampelii (Sulistyo, Gravend., R.Boos & Cootes) M.W.Chase & Schuit.
- Coelogyne harana J.J.Sm.
- Coelogyne haslamii (Ames) M.W.Chase & Schuit.
- Coelogyne hastata (Ames) M.W.Chase & Schuit.
- Coelogyne hastiloba (J.J.Wood) M.W.Chase & Schuit.
- Coelogyne havilandii (Pfitzer) M.W.Chase & Schuit.
- Coelogyne heptaphylla (Kraenzl.) M.W.Chase & Schuit.
- Coelogyne hirtella J.J.Sm.
- Coelogyne histrix M.W.Chase & Schuit.
- Coelogyne hitendrae S.Das & S.K.Jain
- Coelogyne holochila P.F.Hunt & Summerh.
- Coelogyne hologyne (Carr) M.W.Chase & Schuit.
- Coelogyne hosei (J.J.Wood) M.W.Chase & Schuit.
- Coelogyne huettneriana Rchb.f.
- Coelogyne hutchinsoniana (Ames) M.W.Chase & Schuit.
- Coelogyne ignisiflora (M.N.Tamayo & R.Bustam.) M.W.Chase & Schuit.
- Coelogyne imbricans J.J.Sm.
- Coelogyne imbricata (Hook.) Rchb.f.
- Coelogyne imitator (J.J.Wood) M.W.Chase & Schuit.
- Coelogyne incrassata (Blume) Lindl.
- Coelogyne incurvibrachia (J.J.Sm.) M.W.Chase & Schuit.
- Coelogyne infernalis M.W.Chase & Schuit.
- Coelogyne ingloria J.J.Sm.
- Coelogyne insectifera (Ridl.) M.W.Chase & Schuit.
- Coelogyne integerrima Ames
- Coelogyne integra Schltr.
- Coelogyne involucrata M.W.Chase & Schuit.
- Coelogyne irawatiana M.W.Chase & Schuit.
- Coelogyne irigensis (Ames) M.W.Chase & Schuit.
- Coelogyne javieriana (Magrath, Bulmer & I.Shafer) M.W.Chase & Schuit.
- Coelogyne jeffwoodii M.W.Chase & Schuit.
- Coelogyne jiewhoei (J.J.Wood) M.W.Chase & Schuit.
- Coelogyne joclemensii (Ames) M.W.Chase & Schuit.
- Coelogyne johannis-winkleri (J.J.Sm.) M.W.Chase & Schuit.
- Coelogyne kabensis (J.J.Sm.) M.W.Chase & Schuit.
- Coelogyne kaliana P.J.Cribb
- Coelogyne kamborangensis (Ames) M.W.Chase & Schuit.
- Coelogyne karoensis (J.J.Wood) M.W.Chase & Schuit.
- Coelogyne katakiana (Phukan) R.Rice
- Coelogyne keithiana (W.W.Sm.) M.W.Chase & Schuit.
- Coelogyne kelabitensis (J.J.Wood) M.W.Chase & Schuit.
- Coelogyne kelamensis J.J.Sm.
- Coelogyne kemiriensis J.J.Sm.
- Coelogyne kennedyi (M.Leon, Cootes, Cabactulan & R.B.Pimentel) M.W.Chase & Schuit.
- Coelogyne kinabaluensis Ames & C.Schweinf.
- Coelogyne kopfii (Lückel) M.W.Chase & Schuit.
- Coelogyne korintjiensis (J.J.Sm.) M.W.Chase & Schuit.
- Coelogyne korthalsii M.W.Chase & Schuit.
- Coelogyne kouytcheensis (Gagnep.) M.W.Chase & Schuit.
- Coelogyne krauseana (Schltr.) M.W.Chase & Schuit.
- Coelogyne laciniloba (J.J.Wood & A.Lamb) M.W.Chase & Schuit.
- Coelogyne lacinulosa J.J.Sm.
- Coelogyne lacteola M.W.Chase & Schuit.
- Coelogyne laetitia-reginae (de Vogel) M.W.Chase & Schuit.
- Coelogyne lagarophylla M.W.Chase & Schuit.
- Coelogyne lamellulifera (Carr) Masam.
- Coelogyne lancilabia (Seidenf.) R.Rice
- Coelogyne latens M.W.Chase & Schuit.
- Coelogyne latibrachiata (J.J.Sm.) M.W.Chase & Schuit.
- Coelogyne latifolia (Lindl.) M.W.Chase & Schuit.
- Coelogyne latiloba de Vogel
- Coelogyne latistelidia M.W.Chase & Schuit.
- Coelogyne lawrenceana Rolfe
- Coelogyne lentiginosa Lindl.
- Coelogyne lepantoensis M.W.Chase & Schuit.
- Coelogyne lepida (Ridl.) M.W.Chase & Schuit.
- Coelogyne leucantha W.W.Sm.
- Coelogyne leuserensis (J.J.Wood & J.B.Comber) M.W.Chase & Schuit.
- Coelogyne leveilleana (Schltr.) R.Rice
- Coelogyne lewisii (J.J.Wood) M.W.Chase & Schuit.
- Coelogyne linearifolia (Hook.f.) M.W.Chase & Schuit.
- Coelogyne loheri Rolfe
- Coelogyne longibulba (Holttum) R.Rice
- Coelogyne longibulbosa Ames & C.Schweinf.
- Coelogyne longicaulis (J.J.Sm.) M.W.Chase & Schuit.
- Coelogyne longifolia (Blume) Lindl.
- Coelogyne longilabellata M.W.Chase & Schuit.
- Coelogyne longilabra (de Vogel) R.Rice
- Coelogyne longipedicellata (H.A.Pedersen) M.W.Chase & Schuit.
- Coelogyne longipes Lindl.
- Coelogyne longirachis Ames
- Coelogyne longpasiaensis J.J.Wood & C.L.Chan
- Coelogyne louisiana (H.A.Pedersen) M.W.Chase & Schuit.
- Coelogyne lucbanensis (Ames) M.W.Chase & Schuit.
- Coelogyne lumakuensis (J.J.Wood) M.W.Chase & Schuit.
- Coelogyne lurida (Pfitzer) Ames & C.Schweinf.
- Coelogyne luzonensis (Ames) M.W.Chase & Schuit.
- Coelogyne lycastoides F.Muell. & Kraenzl.
- Coelogyne macdonaldii F.Muell. & Kraenzl.
- Coelogyne macgregorii (Ames) M.W.Chase & Schuit.
- Coelogyne macroptera (Kraenzl.) M.W.Chase & Schuit.
- Coelogyne magaensis (J.J.Wood) M.W.Chase & Schuit.
- Coelogyne magna (Rchb.f.) M.W.Chase & Schuit.
- Coelogyne magnifica Y.H.Tan, S.S.Zhou & B.Yang
- Coelogyne magniflora M.W.Chase & Schuit.
- Coelogyne maleolens (Kraenzl.) M.W.Chase & Schuit.
- Coelogyne malindangensis (Ames) M.W.Chase & Schuit.
- Coelogyne malintangensis J.J.Sm.
- Coelogyne malipoensis Z.H.Tsi
- Coelogyne mandarinorum Kraenzl.
- Coelogyne mantis (J.J.Sm.) M.W.Chase & Schuit.
- Coelogyne marginata (Ames) M.W.Chase & Schuit.
- Coelogyne marknaivei (Cootes) M.W.Chase & Schuit.
- Coelogyne marmorata Rchb.f.
- Coelogyne marthae S.E.C.Sierra
- Coelogyne maximae-reginae (de Vogel, Vugt, M.Perry, E.Winkel & Hoogend.) R.Rice
- Coelogyne mayeriana Rchb.f.
- Coelogyne mearnsii (Ames) M.W.Chase & Schuit.
- Coelogyne mediocris (de Vogel) R.Rice
- Coelogyne megacallosa (R.Boos, Naive, Cootes & M.Leon) M.W.Chase & Schuit.
- Coelogyne megalantha (Schltr.) M.W.Chase & Schuit.
- Coelogyne merapiensis (Schltr.) M.W.Chase & Schuit.
- Coelogyne merrillii Ames
- Coelogyne micrantha Lindl.
- Coelogyne microchila (Schltr.) M.W.Chase & Schuit.
- Coelogyne microscopica (J.J.Sm.) M.W.Chase & Schuit.
- Coelogyne microstyla (Schltr.) M.W.Chase & Schuit.
- Coelogyne migueldavidii (Cootes & Cabactulan) M.W.Chase & Schuit.
- Coelogyne mindanaensis (Ames) M.W.Chase & Schuit.
- Coelogyne mindorensis (Ames) M.W.Chase & Schuit.
- Coelogyne miniata (Blume) Lindl.
- Coelogyne minimiflora (Carr) M.W.Chase & Schuit.
- Coelogyne mirabilis (J.J.Wood) M.W.Chase & Schuit.
- Coelogyne missionariorum (Gagnep.) R.Rice
- Coelogyne moi (M.Z.Huang, J.M.Yin & G.S.Yang) M.W.Chase & Schuit.
- Coelogyne monilirachis Carr
- Coelogyne monodii (J.J.Sm.) M.W.Chase & Schuit.
- Coelogyne monticola J.J.Sm.
- Coelogyne mooreana Rolfe
- Coelogyne mossiae Rolfe
- Coelogyne motleyi Rolfe ex J.J.Wood, D.A.Clayton & C.L.Chan
- Coelogyne moultonii J.J.Sm.
- Coelogyne mucronata (J.J.Sm.) M.W.Chase & Schuit.
- Coelogyne multiflora Schltr.
- Coelogyne muluensis J.J.Wood
- Coelogyne muriculata (J.J.Sm.) M.W.Chase & Schuit.
- Coelogyne murudensis (J.J.Wood) M.W.Chase & Schuit.
- Coelogyne naja J.J.Sm.
- Coelogyne nervillosa Rchb.f.
- Coelogyne nervosa A.Rich.
- Coelogyne niana (Y.T.Liu, R.Li & C.L.Long) R.Rice
- Coelogyne nitida (Wall. ex D.Don) Lindl.
- Coelogyne nivea (Ames) M.W.Chase & Schuit.
- Coelogyne oblonga M.W.Chase & Schuit.
- Coelogyne obtusifolia Carr
- Coelogyne occultata Hook.f.
- Coelogyne ochrolabia (J.J.Wood) M.W.Chase & Schuit.
- Coelogyne odoardi Schltr.
- Coelogyne odorata (Ridl.) M.W.Chase & Schuit.
- Coelogyne odoratissima Lindl.
- Coelogyne ophiopogonoides (J.J.Sm.) M.W.Chase & Schuit.
- Coelogyne oreophila (Ames) M.W.Chase & Schuit.
- Coelogyne ovalis Lindl.
- Coelogyne ovata (J.J.Sm.) M.W.Chase & Schuit.
- Coelogyne oxyglossa (Schltr.) M.W.Chase & Schuit.
- Coelogyne oxyloba (Schltr.) M.W.Chase & Schuit.
- Coelogyne pachyglossa (Aver.) R.Rice
- Coelogyne pachyphylla (J.J.Wood & A.Lamb) M.W.Chase & Schuit.
- Coelogyne pachystachya Elis.George & J.-C.George
- Coelogyne palawanensis Ames
- Coelogyne pallida (Lindl.) Rchb.f.
- Coelogyne pallide-flavens (Blume) M.W.Chase & Schuit.
- Coelogyne panchaseensis (Subedi) M.W.Chase & Schuit.
- Coelogyne pandurata Lindl.
- Coelogyne pandurichila (J.J.Wood) M.W.Chase & Schuit.
- Coelogyne panduriformis M.W.Chase & Schuit.
- Coelogyne pangasinanensis (Ames) M.W.Chase & Schuit.
- Coelogyne pantlingii Lucksom
- Coelogyne papillilabia (J.J.Wood) M.W.Chase & Schuit.
- Coelogyne papillitepala (J.J.Wood) M.W.Chase & Schuit.
- Coelogyne papillosa Ridl.
- Coelogyne parishii Hook.f.
- Coelogyne parvipapillata (H.A.Pedersen) M.W.Chase & Schuit.
- Coelogyne parvula (Ames) M.W.Chase & Schuit.
- Coelogyne pauciflora M.W.Chase & Schuit.
- Coelogyne pectinata (Ames) R.Rice
- Coelogyne peltastes Rchb.f.
- Coelogyne pempahisheyana H.J.Chowdhery
- Coelogyne pendula Summerh. ex D.A.Clayton & J.J.Wood
- Coelogyne perplexa (Ames) M.W.Chase & Schuit.
- Coelogyne perrineae (Cabactulan, Cootes, M.Leon, R.B.Pimentel & Binayao) M.W.Chase & Schuit.
- Coelogyne perrinei (Cabactulan, Cootes, M.Leon, R.B.Pimentel & Binayao) M.W.Chase & Schuit.
- Coelogyne phaiostele Ridl.
- Coelogyne philippinensis (Ames) M.W.Chase & Schuit.
- Coelogyne pholidotoides J.J.Sm.
- Coelogyne phuhinrongklaensis Ngerns. & Tippayasri
- Coelogyne pianmaensis R.Li & Z.L.Dao
- Coelogyne planiscapa Carr
- Coelogyne plicatissima Ames & C.Schweinf.
- Coelogyne plocoglottoides (H.A.Pedersen) M.W.Chase & Schuit.
- Coelogyne pollucifera (J.J.Sm.) M.W.Chase & Schuit.
- Coelogyne porrecta (Lindl.) Rchb.f.
- Coelogyne prasina Ridl.
- Coelogyne prodigiosa (Ames) M.W.Chase & Schuit.
- Coelogyne prolifera Lindl.
- Coelogyne propinqua (Ames) M.W.Chase & Schuit.
- Coelogyne protracta (Hook.f.) R.Rice
- Coelogyne pseudoporrecta (Seidenf. ex Aver.) R.Rice
- Coelogyne pseudoscripta (T.J.Barkman & J.J.Wood) M.W.Chase & Schuit.
- Coelogyne pseudoviscosa Elis.George, J.-C.George & Rakthai
- Coelogyne pseudowenzelii (H.A.Pedersen) M.W.Chase & Schuit.
- Coelogyne pterogyne (Carr) M.W.Chase & Schuit.
- Coelogyne pubescens (L.O.Williams) M.W.Chase & Schuit.
- Coelogyne pulchella Rolfe
- Coelogyne pulcherrima (Ames) M.W.Chase & Schuit.
- Coelogyne pulogensis (Ames) M.W.Chase & Schuit.
- Coelogyne pulverula Teijsm. & Binn.
- Coelogyne pumila (Rchb.f.) Rchb.f.
- Coelogyne punctulata Lindl.
- Coelogyne putaoensis X.H.Jin, L.A.Ye & Schuit.
- Coelogyne pygmaea (H.J.Chowdhery & G.D.Pal) R.Rice
- Coelogyne pyrranthela (Gagnep.) M.W.Chase & Schuit.
- Coelogyne quadratiloba Gagnep.
- Coelogyne quadricarinata (Shih C.Hsu, Gravend. & de Vogel) M.W.Chase & Schuit.
- Coelogyne quadriloba (Ames) M.W.Chase & Schuit.
- Coelogyne quinquangularis (J.J.Sm.) M.W.Chase & Schuit.
- Coelogyne quinquecallosa (H.A.Pedersen) M.W.Chase & Schuit.
- Coelogyne quinquelamellata Ames
- Coelogyne quisumbingiana (H.A.Pedersen) M.W.Chase & Schuit.
- Coelogyne radicosa Ridl.
- Coelogyne radioferens Ames & C.Schweinf.
- Coelogyne raizadae S.K.Jain & S.Das
- Coelogyne ramentacea (J.J.Wood) M.W.Chase & Schuit.
- Coelogyne ramosissima (Ridl.) M.W.Chase & Schuit.
- Coelogyne ravanii (Cootes) M.W.Chase & Schuit.
- Coelogyne recurva (Lindl.) Rchb.f.
- Coelogyne remediosae Ames & Quisumb.
- Coelogyne remota (J.J.Sm.) M.W.Chase & Schuit.
- Coelogyne renae Gravend. & de Vogel
- Coelogyne reniformis (Ames) M.W.Chase & Schuit.
- Coelogyne rhabdobulbon Schltr.
- Coelogyne rhodobulba (Schltr.) M.W.Chase & Schuit.
- Coelogyne rhombea (J.J.Sm.) M.W.Chase & Schuit.
- Coelogyne rhombophora Rchb.f.
- Coelogyne richardsii (Carr) Masam.
- Coelogyne rigida C.S.P.Parish & Rchb.f.
- Coelogyne rigidifolia (J.J.Sm.) M.W.Chase & Schuit.
- Coelogyne rigidiformis Ames & C.Schweinf.
- Coelogyne rigidula (J.J.Sm.) M.W.Chase & Schuit.
- Coelogyne rochussenii de Vriese
- Coelogyne roseans (Schltr.) R.Rice
- Coelogyne rotundilabia (L.O.Williams) M.W.Chase & Schuit.
- Coelogyne rubra (Lindl.) Rchb.f.
- Coelogyne rubrolanata Elis.George & J.-C.George
- Coelogyne rufa (Rolfe) M.W.Chase & Schuit.
- Coelogyne ruidianensis Ormerod
- Coelogyne rumphii Lindl.
- Coelogyne rupicola Carr
- Coelogyne saccata (J.J.Wood) M.W.Chase & Schuit.
- Coelogyne saccolabium (Kraenzl.) M.W.Chase & Schuit.
- Coelogyne salmonicolor Rchb.f.
- Coelogyne salvaneraniana W.Suarez
- Coelogyne sanderae Kraenzl. ex O'Brien
- Coelogyne sanderiana Rchb.f.
- Coelogyne sarasinorum Kraenzl.
- Coelogyne schaiblei (H.A.Pedersen, P.O'Byrne & M.A.Clem.) M.W.Chase & Schuit.
- Coelogyne schilleriana Rchb.f. & K.Koch
- Coelogyne schultesii S.K.Jain & S.Das
- Coelogyne schwadtkii Danell
- Coelogyne schweinfurthiana (L.O.Williams) R.Rice
- Coelogyne scripta (Carr) M.W.Chase & Schuit.
- Coelogyne selebica (J.J.Sm.) M.W.Chase & Schuit.
- Coelogyne senagangensis (J.J.Wood) M.W.Chase & Schuit.
- Coelogyne septemcostata J.J.Sm.
- Coelogyne septemnervia (H.A.Pedersen) M.W.Chase & Schuit.
- Coelogyne serratoi (Ames) M.W.Chase & Schuit.
- Coelogyne sigmatochilus (J.J.Sm.) M.W.Chase & Schuit.
- Coelogyne similis (Blume) M.W.Chase & Schuit.
- Coelogyne simplicissima (J.J.Sm.) M.W.Chase & Schuit.
- Coelogyne simulacra (Ames) M.W.Chase & Schuit.
- Coelogyne singalangensis M.W.Chase & Schuit.
- Coelogyne sinuata M.W.Chase & Schuit.
- Coelogyne smithiana (Ames) M.W.Chase & Schuit.
- Coelogyne sondangii Vuong, Aver. & V.H.Bui
- Coelogyne sparsa Rchb.f.
- Coelogyne spathacea (Rchb.f.) M.W.Chase & Schuit.
- Coelogyne spathulata M.W.Chase & Schuit.
- Coelogyne speciosa (Blume) Lindl.
- Coelogyne sphacelata (Ames) M.W.Chase & Schuit.
- Coelogyne squamosa M.W.Chase & Schuit.
- Coelogyne squamulosa J.J.Sm.
- Coelogyne stachyodes (Ridl.) M.W.Chase & Schuit.
- Coelogyne steenisii J.J.Sm.
- Coelogyne stella (J.J.Wood & J.B.Comber) M.W.Chase & Schuit.
- Coelogyne stenobulbum Schltr.
- Coelogyne stenochila Hook.f.
- Coelogyne stenopetala M.W.Chase & Schuit.
- Coelogyne stipitibulbum Holttum
- Coelogyne stricta (D.Don) Schltr.
- Coelogyne strongiae M.W.Chase & Schuit.
- Coelogyne suaveolens (Lindl.) Hook.f.
- Coelogyne subcalceata (Gagnep.) M.W.Chase & Schuit.
- Coelogyne subfusca M.W.Chase & Schuit.
- Coelogyne sublobata (Carr) M.W.Chase & Schuit.
- Coelogyne subobscura M.W.Chase & Schuit.
- Coelogyne subulibrachia (J.J.Sm.) M.W.Chase & Schuit.
- Coelogyne sudora Schuit. & de Vogel
- Coelogyne sulawesiensis M.W.Chase & Schuit.
- Coelogyne sulcata Elis.George & J.-C.George
- Coelogyne sulphurea (Blume) Rchb.f.
- Coelogyne superba R.Rice
- Coelogyne suratii (J.J.Wood) M.W.Chase & Schuit.
- Coelogyne susanae P.J.Cribb & B.A.Lewis
- Coelogyne swaniana Rolfe
- Coelogyne syngei M.W.Chase & Schuit.
- Coelogyne taeniophylla (J.J.Sm.) M.W.Chase & Schuit.
- Coelogyne talamauensis (J.J.Sm.) M.W.Chase & Schuit.
- Coelogyne talangana M.W.Chase & Schuit.
- Coelogyne taronensis Hand.-Mazz.
- Coelogyne teleensis (J.J.Wood & J.B.Comber) M.W.Chase & Schuit.
- Coelogyne tenasserimensis Seidenf.
- Coelogyne tenella (Nees & Meyen) M.W.Chase & Schuit.
- Coelogyne tenompokensis Carr
- Coelogyne tenuibulba (Ames) M.W.Chase & Schuit.
- Coelogyne tenuifolia (Ames) M.W.Chase & Schuit.
- Coelogyne tenuis Rolfe
- Coelogyne tenuissima (Kraenzl.) M.W.Chase & Schuit.
- Coelogyne tenuitepala (J.J.Wood) M.W.Chase & Schuit.
- Coelogyne testacea Lindl.
- Coelogyne tetradactylifera (H.A.Pedersen) M.W.Chase & Schuit.
- Coelogyne tiomanensis M.R.Hend.
- Coelogyne tiongiana (Cootes) M.W.Chase & Schuit.
- Coelogyne tokduanbanoyana M.W.Chase & Schuit.
- Coelogyne tomentosa Lindl.
- Coelogyne tommyi Gravend. & P.O'Byrne
- Coelogyne tortilis (H.A.Pedersen) M.W.Chase & Schuit.
- Coelogyne totilabia M.W.Chase & Schuit.
- Coelogyne transversa (Carr) M.W.Chase & Schuit.
- Coelogyne tricallosa (Rolfe) M.W.Chase & Schuit.
- Coelogyne triloba (Ridl.) M.W.Chase & Schuit.
- Coelogyne trilobulata J.J.Sm.
- Coelogyne trinervis Lindl.
- Coelogyne triplicatula Rchb.f.
- Coelogyne triuncialis P.O'Byrne & J.J.Verm.
- Coelogyne truncata (J.J.Sm.) M.W.Chase & Schuit.
- Coelogyne trusmadiensis (J.J.Wood) M.W.Chase & Schuit.
- Coelogyne tuberculata (J.J.Wood & J.B.Comber) M.W.Chase & Schuit.
- Coelogyne tumida J.J.Sm.
- Coelogyne turpis (Ames) M.W.Chase & Schuit.
- Coelogyne uncata (Rchb.f.) M.W.Chase & Schuit.
- Coelogyne undatialata J.J.Sm.
- Coelogyne unguiculata (Carr) Masam.
- Coelogyne unicallosa (L.O.Williams) M.W.Chase & Schuit.
- Coelogyne unicornis (Ames) M.W.Chase & Schuit.
- Coelogyne uniflora Lindl.
- Coelogyne usitana Roeth & O.Gruss
- Coelogyne ustulata C.S.P.Parish & Rchb.f.
- Coelogyne vanoverberghii Ames
- Coelogyne veitchii Rolfe
- Coelogyne velutina de Vogel
- Coelogyne ventricosa (Blume) Rchb.f.
- Coelogyne ventrinigra de Vogel, Suksathan & Boonnuang
- Coelogyne venusta Rolfe
- Coelogyne vermicularis J.J.Sm.
- Coelogyne vernicosa (L.O.Williams) M.W.Chase & Schuit.
- Coelogyne veronicae (Cootes) M.W.Chase & Schuit.
- Coelogyne verrucosa S.E.C.Sierra
- Coelogyne vestita (J.J.Sm.) M.W.Chase & Schuit.
- Coelogyne victoria-reginae Q.Liu & S.S.Zhou
- Coelogyne vinhii (Aver. & Averyanova) M.W.Chase & Schuit.
- Coelogyne viscosa Rchb.f.
- Coelogyne warrenii (H.A.Pedersen & Gravend.) M.W.Chase & Schuit.
- Coelogyne wattii (King & Pantl.) M.W.Chase & Schuit.
- Coelogyne wenshanica (S.C.Chen & Z.H.Tsi) M.W.Chase & Schuit.
- Coelogyne wenzelii (Ames) M.W.Chase & Schuit.
- Coelogyne wichersii (Schltr.) M.W.Chase & Schuit.
- Coelogyne wilhelmii M.W.Chase & Schuit.
- Coelogyne williamsii (Ames) M.W.Chase & Schuit.
- Coelogyne wlodarczykiana Roeth
- Coelogyne woodiana (Ames) M.W.Chase & Schuit.
- Coelogyne xanthobulbon M.W.Chase & Schuit.
- Coelogyne xyrekes Ridl.
- Coelogyne yiii Schuit. & de Vogel
- Coelogyne yongii (J.J.Wood) R.Rice
- Coelogyne yuccifolia (L.O.Williams) M.W.Chase & Schuit.
- Coelogyne zahlbrucknerae Kraenzl.
- Coelogyne zeylanica Hook.f.
- Coelogyne zhenkangensis S.C.Chen & K.Y.Lang
- Coelogyne zollingeri (Miq.) M.W.Chase & Schuit.
- Coelogyne zurowetzii Carr